# Ellend, Baranya
Ellend este un sat în districtul Pécs, județul Baranya, Ungaria, având o populație de 206 locuitori (2011). 

## Demografie
Componența etnică a satului Ellend
     Maghiari (92,67%)
     Germani (7,33%)
Componența confesională a satului Ellend
     Romano-catolici (50,49%)
     Fără religie (20,87%)
     Luterani (1,46%)
     Necunoscută (27,18%)
Conform recensământului din 2011, satul Ellend avea 206 locuitori. Din punct de vedere etnic, majoritatea locuitorilor (92,67%) erau maghiari, cu o minoritate de germani (7,33%).  Din punct de vedere confesional, majoritatea locuitorilor (50,49%) erau romano-catolici, existând și minorități de persoane fără religie (20,87%) și luterani (1,46%). Pentru 27,18% din locuitori nu este cunoscută apartenența confesională.